# Montée de l'Alpe d'Huez

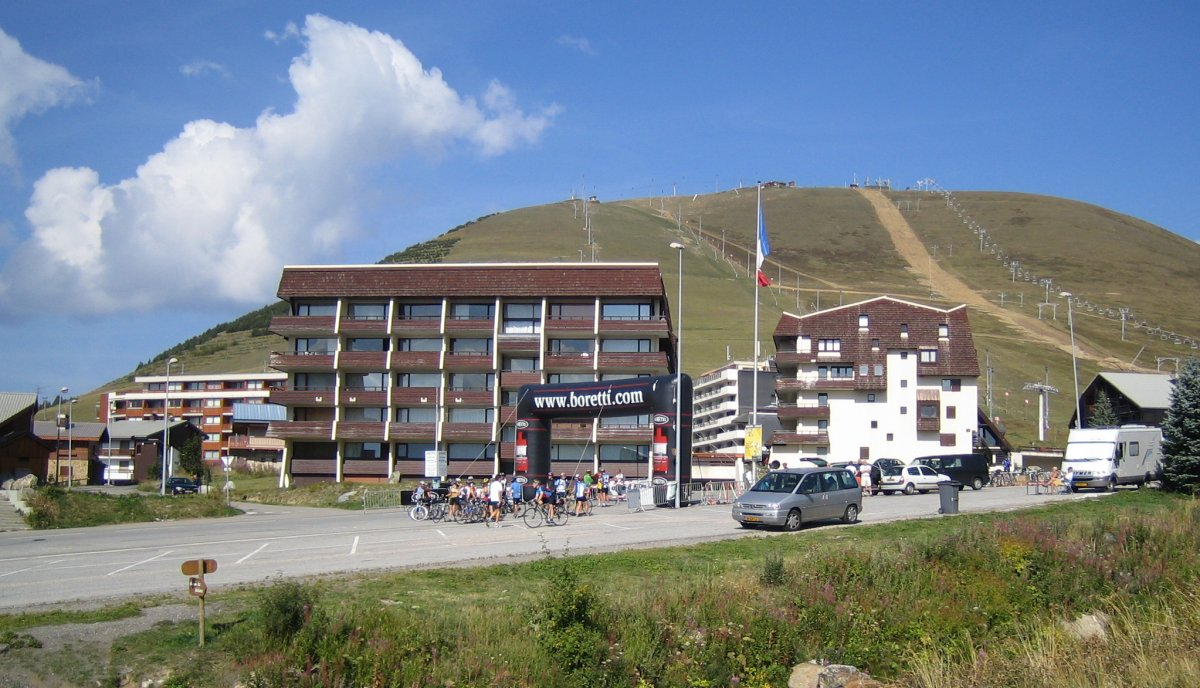
Arrivée cycliste

La montée de l'Alpe d'Huez est une route (RD 211) de 13,8 kilomètres reliant le Bourg-d'Oisans à l’Alpe d'Huez. La montée est un des passages les plus connus du Tour de France cycliste.

## Description générale

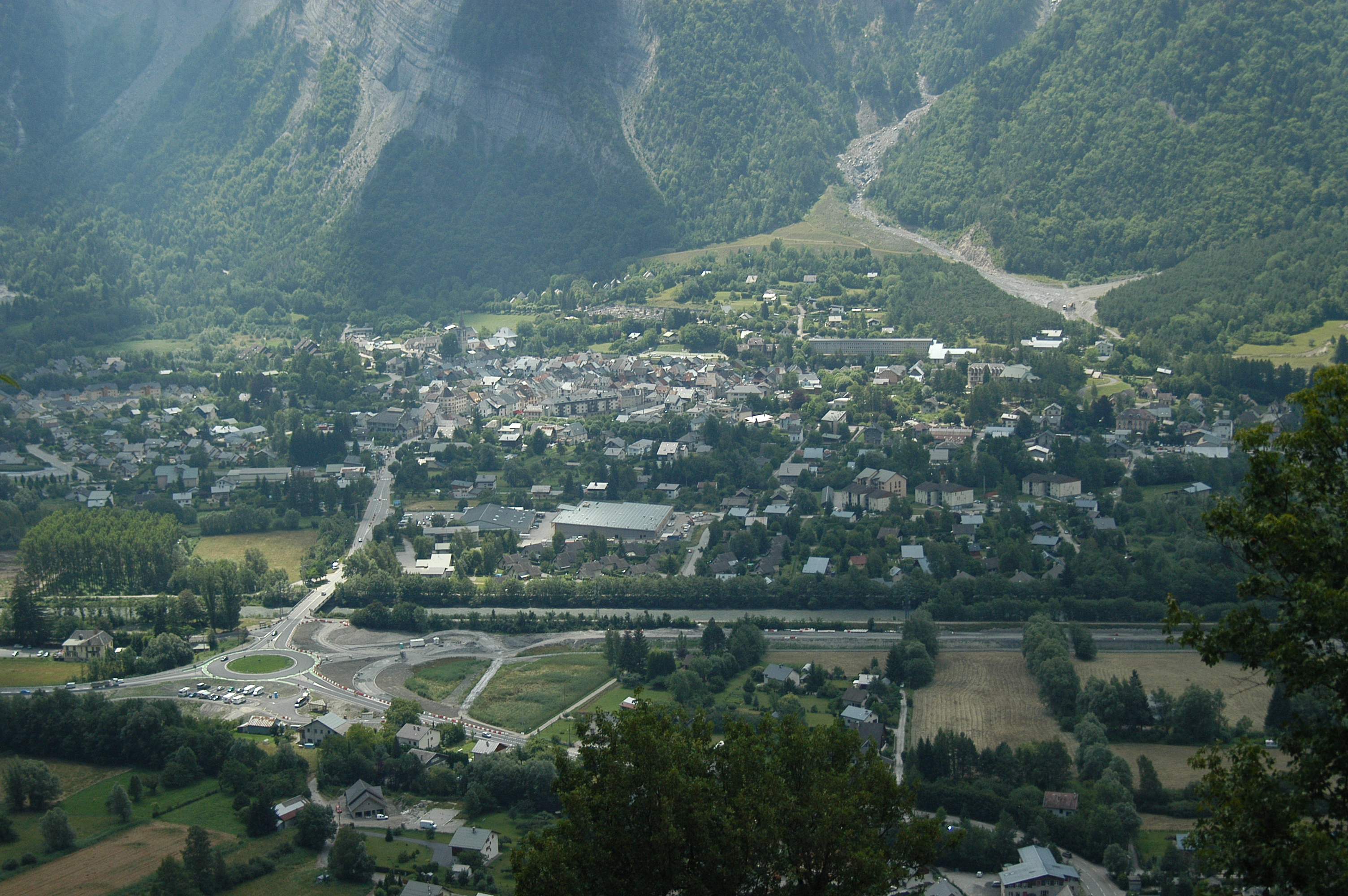
Vue sur le Bourg d'Oisans depuis le virage 16 de l'Alpe d'Huez.

Le dénivelé est de 1 090 mètres. L'ascension présente un profil de 13,8 km à 7,9 % de moyenne. La montée de l’Alpe d’Huez est constituée de 21 virages numérotés en ordre décroissant par des panneaux indicateurs (auparavant, il s’agissait de bornes pour servir de repères aux chasse-neige) et hormis un virage qui nécessite une relance, les virages constituent à chaque fois un replat. Entre les épingles, les pentes oscillent souvent entre 8 et 9 %.
L’ascension démarre 600 mètres après le rond-point avec la RD 1091 (ex-RN 91) à la sortie du Bourg-d'Oisans. Le premier kilomètre est à 10,4 %. Les trois premiers kilomètres pour arriver jusqu’à la Garde-en-Oisans et son clocher, au virage 16, sont proches de 10 %. Le passage de la Garde est un court replat. Par la suite, la pente s’établit autour de 7 % à 8 % sans cassure de pente. Après environ 5 kilomètres, la route traverse les hameaux du Ribot d’en Bas et du Ribot d’en Haut. Ensuite, la route s’élève et domine très nettement le Bourg-d'Oisans. À Saint-Ferréol au virage 7 et au km 7,5 à côté d’un autre clocher, L'Alpe d’Huez et Huez-en-Oisans juste un peu plus haut que Saint-Ferréol, sont visibles sur les hauteurs.
Au niveau du croisement dit de la Patte d’Oie, la route se partage en deux : une route à droite vers les stations de ski et la route tout droit vers le centre de L'Alpe d'Huez, qui est celle parcourue sur le Tour de France. Peu après ce croisement, les premiers bâtiments de la station apparaissent plus haut. Arrivé à l'entrée de la station, une banderole marque l'arrivée de cette montée. Cependant, l'arrivée du Tour de France se situe près de 2 km plus loin et plus haut dans la station à l'altitude de 1 850 m . Ces deux ultimes kilomètres présentent une pente de 5 % environ.

## Cyclisme et Tour de France
Bien qu’elle ne soit pas la plus difficile (la Plagne, ou Courchevel, pour ne citer que des stations de ski visitées par le Tour, offrent des montées plus ardues), les passages réguliers du Tour de France, ainsi que le caractère souvent décisif de cette étape, lui ont permis de se bâtir une notoriété internationale. Ainsi, la montée de l'Alpe d’Huez est très prisée par les cyclotouristes qui sont chaque jour en moyenne 300 à effectuer l’ascension. Chaque mois de juillet, la station est également le cadre de l’arrivée de la cyclosportive La Marmotte qui rassemble de 6 000 à 7 000 participants. À chaque virage, un panneau indicateur donne les noms des cyclistes ayant remporté l'étape,.
L'Alpe d'Huez a inauguré en 1952 la toute première arrivée au sommet de l'histoire de la grande boucle par une victoire de Fausto Coppi, qui a gravi la montée en 45 min 22 s. L'Italien l'a effectué à une vitesse exceptionnelle pour l'époque, de 18,654 km/h et il gagnera le Tour de France 1952 avec une avance record de 28 minutes 17 sur le deuxième, le Belge Stan Ockers,, décrochant chacune des 3 étapes montagnardes de 1952, qui ont pour particularité d'être les trois premières arrivées en altitude de l'histoire du Tour de France, à l’Alpe d’Huez, Sestrières et au Puy de Dôme, alors que jusque là les coureurs passaient seulement les cols. C'est aussi la première fois que la télévision filme les étapes.
Mais il faut attendre presque un quart de siècle pour que la station de l'Oisans soit de nouveau au programme du Tour. L’Alpe d’Huez reçut ensuite chaque année la course de 1976 à 1992 à l’exception de 1980 et 1985. C’est dans cette période que la légende de la montée s’est construite, avec les multiples victoires hollandaises (Joop Zoetemelk, Hennie Kuiper et Peter Winnen chacun deux fois, puis Steven Rooks et Gert-Jan Theunisse une fois), alors que le virage 7 est surnommé « virage des hollandais » pour la présence de supporters bataves, mais aussi les luttes entre Bernard Thévenet et Hennie Kuiper du milieu des années 1970, Greg LeMond et Laurent Fignon peu après, ou encore l'arrivée de Bernard Hinault et Greg LeMond main dans la main.
L'étape de 1977, marquée par la défaillance du maillot jaune Lucien Van Impe dans la montée au cours d'un millésime à suspense et le maillot jaune conservé de 8 secondes par Bernard Thévenet, voit aussi 30 des 88 coureurs encore en lice arriver hors délais. Ils ne sont pas repêchés par les commissaires, ce qui constitue un record d’élimination sur une étape du Tour. Le millésime suivant est marqué par un nouveau succès d'Hennie Kuiper mais après un coup de théâtre : Michel Pollentier, coureur belge de 27 ans, vainqueur de l'étape après une très longue échappée, est le premier maillot jaune pris en flagrant délit de fraude et disqualifié quand la poire d'« urine propre » qu'il cache sous son aisselle lors du contrôle antidopage est découverte.
De 1976 à 2008, l'Alpe n'est jamais restée 2 ans sans accueillir le Tour, régularité qui a pris fin avec les deux tours consécutifs 2009 et 2010 qui n'y passent pas. 
Un dicton du Tour de France dit que le coureur en jaune le soir de l'étape de L'Alpe sera vainqueur à Paris (il n'y a que 7 contre-exemples sur 31 arrivées ; en 1978, 1987, 1989, 1990, 2001, 2006 et 2011) ce qui met en lumière l'impact de cette étape dans l'imaginaire collectif de la Grande Boucle. 
Il a fallu attendre 2011 pour voir un Français, Pierre Rolland, l'emporter seul à L'Alpe. Les années 1990 furent celles des vitesses les plus rapides, de la première victoire d'un Américain, avant les deux de Lance Armstrong annulées rétrospectivement pour dopage en 2001 et 2003, et des six italiennes, dont deux de Gianni Bugno et deux de Marco Pantani, qui détient depuis 1995 le record de l'ascension en 36 min 40 s (1995, 10e étape, Aime-la-Plagne – L'Alpe d'Huez) et les deux autres meilleurs temps de l'histoire, avec en 1997 un chrono de 36 min 45 s et en 1994 un autre de 37 min 15 s. D'autres temps exceptionnels furent réalisés au cours de l'étape de 1995, considérée comme la plus rapide de l'histoire sur cette montée, par Miguel Indurain (38 min 4 s), Alex Zülle (38 min 4 s) et Bjarne Riis (38 min 6 s), tandis que Richard Virenque avait réussi 38 min 11 s en 1997, troisième derrière Marco Pantani. Près de deux décennies plus tard, le Colombien Nairo Quintana a réalisé 39 min 49 s en 2013, quatorzième meilleur chrono de l'histoire mais surtout le seul dans le Top 20 depuis le renforcement des contrôles anti-dopage amorcé au XXIe siècle. Lors de la 12e étape du Tour de France 2022, Tadej Pogačar, Jonas Vingegaard et Geraint Thomas réalisent la montée la plus rapide depuis Floyd Landis en 2006.
Au XXIe siècle, la fréquence des arrivées s’établit approximativement à une année sur deux. Geraint Thomas est le premier Britannique et le premier porteur du maillot jaune à gagner à l'Alpe d'Huez lors de la version 2018, que plusieurs incidents graves ternissent: Christopher Froome bousculé par un spectateur manifestant son désaccord quant à sa participation et Vincenzo Nibali victime d'un autre spectateur à quatre kilomètres de l'arrivée, qui ne peut prendre le départ de l'étape suivante, victime d'une fracture d'une vertèbre. 
| N° | Année                                                   | Vainqueur                 | Départ de l'étape      | Kilométrage | Coureur en jaune à l'Alpe d'Huez | Vainqueur du Tour        |
| -- | ------------------------------------------------------- | ------------------------- | ---------------------- | ----------- | -------------------------------- | ------------------------ |
| 1  | 1952 (10e étape le 4 juillet)                           | Fausto Coppi (ITA)        | Lausanne (SUI)         | 266         | Fausto Coppi (ITA)               | Fausto Coppi (ITA)       |
| 2  | 1976 (9e étape le 4 juillet)                            | Joop Zoetemelk (NED)      | Divonne-les-Bains      | 258         | Lucien Van Impe (BEL)            | Lucien Van Impe (BEL)    |
| 3  | 1977 (17e étape le 19 juillet)                          | Hennie Kuiper (NED)       | Chamonix               | 184,5       | Bernard Thévenet (FRA)           | Bernard Thévenet (FRA)   |
| 4  | 1978 (16e étape le 16 juillet)                          | Hennie Kuiper (NED) (2)   | Saint-Étienne          | 240,5       | Joop Zoetemelk (NED)             | Bernard Hinault (FRA)    |
| 5  | 1979 (17e étape le 16 juillet)                          | Joaquim Agostinho (POR)   | Moûtiers               | 166,5       | Bernard Hinault (FRA)            | Bernard Hinault (FRA)    |
| 6  | 1979 (18e étape le 17 juillet)                          | Joop Zoetemelk (NED) (2)  | L'Alpe d'Huez (boucle) | 118,5       | Bernard Hinault (FRA)            | Bernard Hinault (FRA)    |
| 7  | 1981 (19e étape le 14 juillet)                          | Peter Winnen (NED)        | Morzine                | 230,5       | Bernard Hinault (FRA)            | Bernard Hinault (FRA)    |
| 8  | 1982 (16e étape le 20 juillet)                          | Beat Breu (SUI)           | Orcières-Merlette      | 123         | Bernard Hinault (FRA)            | Bernard Hinault (FRA)    |
| 9  | 1983 (17e étape le 18 juillet)                          | Peter Winnen (NED) (2)    | La Tour du Pin         | 223         | Laurent Fignon (FRA)             | Laurent Fignon (FRA)     |
| 10 | 1984 (17e étape le 16 juillet)                          | Luis Herrera (COL)        | Grenoble               | 151         | Laurent Fignon (FRA)             | Laurent Fignon (FRA)     |
| 11 | 1986 (18e étape le 21 juillet)                          | Bernard Hinault (FRA)     | Briançon               | 162,5       | Greg LeMond (USA)                | Greg LeMond (USA)        |
| 12 | 1987 (20e étape le 21 juillet)                          | Federico Echave (ESP)     | Villard-de-Lans        | 201         | Pedro Delgado (ESP)              | Stephen Roche (IRL)      |
| 13 | 1988 (12e étape le 15 juillet)                          | Steven Rooks (NED)        | Morzine                | 227         | Pedro Delgado (ESP)              | Pedro Delgado (ESP)      |
| 14 | 1989 (17e étape le 19 juillet)                          | Gert-Jan Theunisse (NED)  | Briançon               | 165         | Laurent Fignon (FRA)             | Greg LeMond (USA)        |
| 15 | 1990 (11e étape le 11 juillet)                          | Gianni Bugno (ITA)        | Saint-Gervais          | 182,5       | Ronan Pensec (FRA)               | Greg LeMond (USA)        |
| 16 | 1991 (17e étape le 23 juillet)                          | Gianni Bugno (ITA) (2)    | Gap                    | 125         | Miguel Indurain (ESP)            | Miguel Indurain (ESP)    |
| 17 | 1992 (14e étape le 19 juillet)                          | Andrew Hampsten (USA)     | Sestrière (ITA)        | 186,5       | Miguel Indurain (ESP)            | Miguel Indurain (ESP)    |
| 18 | 1994 (16e étape le 19 juillet)                          | Roberto Conti (ITA)       | Valréas                | 224,5       | Miguel Indurain (ESP)            | Miguel Indurain (ESP)    |
| 19 | 1995 (10e étape le 12 juillet)                          | Marco Pantani (ITA)       | Aime                   | 162,5       | Miguel Indurain (ESP)            | Miguel Indurain (ESP)    |
| 20 | 1997 (13e étape le 19 juillet)                          | Marco Pantani (ITA) (2)   | Saint-Étienne          | 203,5       | Jan Ullrich (GER)                | Jan Ullrich (GER)        |
| 21 | 1999 (10e étape le 14 juillet)                          | Giuseppe Guerini (ITA)    | Sestrières             | 220,5       | Lance Armstrong (USA)            | Lance Armstrong (USA)    |
| 22 | 2001 (10e étape le 17 juillet)                          | Lance Armstrong (USA)     | Aix-les-Bains          | 208         | François Simon (FRA)             | Lance Armstrong (USA)    |
| 23 | 2003 (8e étape le 13 juillet)                           | Iban Mayo (ESP)           | Sallanches             | 219         | Lance Armstrong (USA)            | Lance Armstrong (USA)    |
| 24 | 2004 (16e étape le 21 juillet) (étape contre-la-montre) | Lance Armstrong (USA) (2) | Le Bourg-d'Oisans      | 15          | Lance Armstrong (USA)            | Lance Armstrong (USA)    |
| 25 | 2006 (15e étape le 18 juillet)                          | Fränk Schleck (LUX)       | Gap                    | 187         | Floyd Landis (USA)               | Óscar Pereiro (ESP)      |
| 26 | 2008 (17e étape le 23 juillet)                          | Carlos Sastre (ESP)       | Embrun                 | 210,5       | Carlos Sastre (ESP)              | Carlos Sastre (ESP)      |
| 27 | 2011 (19e étape le 22 juillet)                          | Pierre Rolland (FRA)      | Modane                 | 109,5       | Andy Schleck (LUX)               | Cadel Evans (AUS)        |
| 28 | 2013 (18e étape le 18 juillet) (1er passage)            | Moreno Moser (ITA)        | Gap                    | 172,5       | Christopher Froome (GBR)         | Christopher Froome (GBR) |
| 29 | 2013 (18e étape le 18 juillet) (2e passage)             | Christophe Riblon (FRA)   | Gap                    | 172,5       | Christopher Froome (GBR)         | Christopher Froome (GBR) |
| 30 | 2015 (20e étape le 25 juillet)                          | Thibaut Pinot (FRA)       | Modane                 | 110,5       | Christopher Froome (GBR)         | Christopher Froome (GBR) |
| 31 | 2018 (12e étape le 19 juillet)                          | Geraint Thomas (GBR)      | Bourg-Saint-Maurice    | 175,5       | Geraint Thomas (GBR)             | Geraint Thomas (GBR)     |
| 32 | 2022 (12e étape le 14 juillet)                          | Tom Pidcock (GBR)         | Briançon               | 165,1       | Jonas Vingegaard (DAN)           | Jonas Vingegaard (DAN)   |

## Cyclisme hors Tour de France
Le tableau ci-dessous représente les différentes ascensions de la Montée de l'Alpe d'Huez hors-Tour de France.
| N° | Course                                      | Vainqueur              | Départ de l'étape | Kilométrage | Coureur en jaune à l'Alpe d'Huez | Commentaires |
| -- | ------------------------------------------- | ---------------------- | ----------------- | ----------- | -------------------------------- | --- |
| 1  | Critérium du Dauphiné 2010 6e étape 12 juin | (ESP) Alberto Contador | Crolles           | 156         | (SLO) Janez Brajkovič            | Victoire finale du Slovène à Sallanches, le lendemain, sur ce Dauphiné 2010. |
| 2  | Critérium du Dauphiné 2013 7e étape 08 juin | (BEL) Thomas De Gendt  | Le Pont-de-Claix  | 184         | (GBR) Christopher Froome         | Montée empruntée au cours de l'étape, De Gendt passe en tête au sommet. Arrivée à SuperDévoluy. Vainqueur : Samuel Sánchez. Froome reste leader et remporte sa 1re victoire finale, le lendemain, à Risoul.                                                                                          |
| 3  | Critérium du Dauphiné 2017 7e étape 10 juin | (GBR) Peter Kennaugh   | Aoste             | 167,5       | (AUS) Richie Porte               | Montée précédée par l'ascension du col de Sarenne (HC). Seuls les derniers km de l'Alpe d'Huez sont parcourus. Porte, alors maillot jaune, reprend 23 secondes à Froome et reste leader au classement général, mais la victoire finale revient au Danois Fuglsang, le lendemain, au col de Solaison. |
| 4  | Tour de France Femmes 2024 8e étape 18 août | (NED) Demi Vollering   | Le Grand-Bornand  | 149,9       | (POL) Katarzyna Niewiadoma       | Montée précédée par l'ascension du col du Glandon (HC) |

## L’Alpe d’HuZes
Depuis 2006, l'événement caritatif Alpe d’HuZes est organisé par des Néerlandais qui luttent contre le cancer. Les participants doivent monter l'Alpe d'Huez en vélo six fois, s'ils le peuvent. Le but est de se faire payer par ses amis pour chaque montée et donner cet argent à l'association qui financera des recherches scientifiques au sujet du cancer. Le nom de l'événement est un jeu de mots : « Zes » signifie six en langue néerlandaise. Le jour de l'événement en France est suivi par Radio 2 aux Pays-Bas, avec une émission spéciale autour de la lutte contre le cancer et les histoires des participants à l'événement.